# Залесе (Переворський повіт)
Залесе (пол. Zalesie) — село в Польщі, у гміні Заріччя Переворського повіту Підкарпатського воєводства.
Населення — 395 осіб (2011).
У 1975-1998 роках село належало до Перемишльського воєводства.

## Демографія
Демографічна структура станом на 31 березня 2011 року:
|          | Загалом | Допрацездатний вік | Працездатний вік | Постпрацездатний вік |
| -------- | ------- | ------------------ | ---------------- | -------------------- |
| Чоловіки | 198     | 34                 | 140              | 24                   |
| Жінки    | 197     | 47                 | 107              | 43                   |
| Разом    | 395     | 81                 | 247              | 67                   |